# Aquaboulevard
Pour les articles homonymes, voir Pathé Aquaboulevard.
Aquaboulevard est un parc aquatique français situé dans le 15e arrondissement de Paris entre le parc omnisports Suzanne-Lenglen, l'héliport de Paris - Issy-les-Moulineaux et le boulevard périphérique.

## Description des activités
Il comprend, sur une superficie de plus de six hectares, :
- Un parc aquatique d'une superficie de 7 000 m2,
- Des cours d'aquagym avec vélos dans l'un des bassins
- Une salle de remise en forme et de fitness avec de nombreux appareils de cardio-training tels que tapis roulants de marche, vélos, rameurs, etc.
- Une salle de musculation de 1 400 m2,
- Sept courts de tennis (individuels ou a deux) dont un à l'extérieur, six courts de squash,
- Un multiplexes de quatorze salles de cinémas Pathé[1] : le Pathé Aquaboulevard (8-16 rue du Colonel-Pierre-Avia)[3].

Le lieu est desservi par la station de métro Balard (Ligne 8), par la station homonyme du tramway de la ligne T3a et par la station Suzanne Lenglen du tramway de la ligne T2.

## Histoire
Le projet de ce pôle de loisirs est lancé par la Mairie de Paris et par Michel Corbière, PDG du groupe Forest Hill en 1986. Avec un investissement total de 450 millions de francs au lieu des 280 prévus, il ouvre en avril 1989, est inauguré en mai de la même année par Jacques Chirac, maire de Paris et est alors le plus grand parc aquatique d'Europe, c'est le premier parc aquatique parisien et c'est le seul parc aquatique existant dans la capitale.

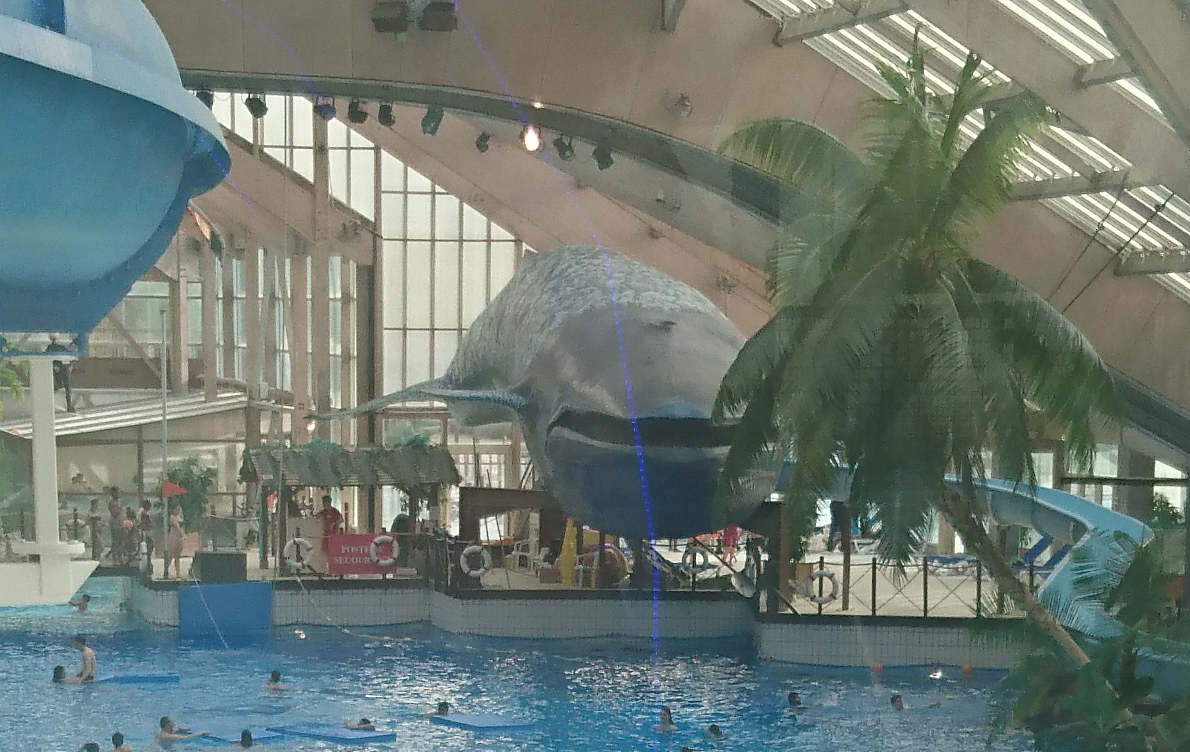
La baleine à l'Aquaboulevard.

La baleine grandeur nature provient de l'ancien Parc océanique Cousteau.
Durant sa première année d'exploitation, il accueille un million de visiteurs pour un chiffre d'affaires de 105 millions de francs et connaît une première perte de 32 millions. À la suite de ces difficultés financières, les actionnaires procèdent en 1991 à une augmentation de capital de 100 millions de francs et cèdent une partie des droits à construire sur le terrain concédé par la ville,.
Après avoir rencontré l'opposition du gouvernement français, Jean-Louis Renoux, directeur général de Gaumont, crée un multiplexe cinématographique de quatorze salles et 2 500 sièges pour un investissement total de 120 millions de francs,. Le Gaumont Aquaboulevard (8-16 rue du Colonel-Pierre-Avia) est inauguré en décembre 1998 en présence de Nicolas Seydoux et est dirigé par Martine Lignon. En janvier 2000, l'établissement accueille, sous la responsabilité technique de Philippe Binant, le projet cinéma numérique (2000-2008) de Gaumont.
En 2004, le complexe accueille 5,3 millions de visiteurs dont 890 000 pour le parc aquatique uniquement et réalise un chiffre d'affaires de 24,3 millions d'euros.
En juillet 2021 le cinéma ferme à la suite d'un incident technique pour plusieurs mois,. Il rouvre en décembre 2021.
En septembre 2022, la mairie de Paris annonce la rénovation du site, divisant le bâtiment unique en 3 îlots séparées par des voies piétonnes et prévoyant notamment la création de logements et de commerces.